# Angelique Boyer
Angelique Monique Paulette Boyer Rousseau (Saint-Claude, Jura, 4 de julio de 1988), conocida como Angelique Boyer, es una actriz francomexicana. Entre sus trabajos más destacados se encuentra su participación en telenovelas como Corazones al límite, Rebelde, Muchachitas como tú, Corazón salvaje, y Teresa. 
Por sus trabajos filmográficos, ha ganado de tres Premios TVyNovelas, dos Premios Bravo y un Premio ACE a la mejor actriz.
En sus inicios artísticos, fue parte de los grupos musicales, Rabanitos Verdes y C3Q'S. También ha realizado papeles en teatro y cine, tales como en la obra Ausencia de Dios, y en la película J-ok'el: La leyenda de la Llorona.

## Biografía y carrera

### 1988-2004: primeros años y música
Angelique Monique Paulette Boyer Rousseau nació el 4 de julio de 1988 en Saint-Claude, Jura, siendo hija de Sylvie Rousseau y Patrick Boyer. A la edad de 2 años ella y su familia se mudaron a México, donde fue criada. Inició una carrera como modelo a los cinco años de edad, y se graduó del «Centro de Educación Artística Infantil» a los once años. En su adolescencia, formó parte del grupo de música pop, Rabanitos Verdes, mismo que estuvo activo de 2000 a 2002, y también fue miembro de la agrupación C3Q’s.

### 2004-2010: trabajos iniciales como actriz
Trabajó por primera vez en televisión en la telenovela producida por Nicandro Díaz y Roberto Hernández Vázquez Corazones al límite, en donde debutó interpretando al personaje de «Anette» y donde actuó al lado de Aarón Díaz. En ese mismo año participó en la telenovela Rebelde versión de la telenovela argentina Rebelde Way y fue producida por Pedro Damián.
En 2007, regresó a la televisión con la telenovela de Emilio Larrosa Muchachitas como tú basada en Muchachitas en donde compartió créditos con Ariadne Díaz.
En 2008, se incorporó a la telenovela Alma de hierro interpretando a «Sandra "Sandy" Hierro Jiménez», en donde obtuvo un Premios ACE por «Mejor actriz juvenil». En el 2009 participó en la segunda temporada de la serie de televisión Mujeres asesinas en el episodio Soledad, cautiva interpretando a «Soledad Oropeza "Cindy"» junto al ex-RBD Alfonso Herrera y Roberto Ballesteros. Más tarde en ese mismo año, participa en la telenovela producida por Salvador Mejía y creada por Caridad Bravo Adams Corazón salvaje en donde obtuvo un papel junto a Aracely Arámbula, Eduardo Yáñez y Sebastián Zurita.

### 2010-presente:Teresay estrellato
En 2010, obtuvo su primer papel como protagonista en la telenovela producida por José Alberto Castro Teresa telenovela que fue en 1959 e interpretada por Maricruz Olivier y luego por Salma Hayek, Boyer interpretó a «Teresa Chávez Aguirre», actuó al lado de Aarón Díaz y Sebastián Rulli.
En 2012, protagonizó la telenovela producida por Angelli Nesma Abismo de pasión adaptación de la telenovela de 1996 Cañaveral de pasiones y compartió créditos con David Zepeda.
En 2013, fue elegida para interpretar a «Montserrat» en la telenovela Lo que la vida me robó versión y adaptación de las telenovelas Amor real y Bodas de odio, en donde compartió créditos con Sebastián Rulli y Luis Roberto Guzmán.
En 2014, estelarizó la obra de teatro Los derechos de la mujer, junto a Sebastián Rulli. El 17 de junio del mismo año, su madre falleció tras ser sometida a una cirugía de corazón.
En 2016, se le dio otro protagónico, interpretando a las trillizas «Ana Lucía, Ana Laura y Ana Leticia»  en Tres veces Ana adaptación de Lazos de amor que protagonizó Lucero en 1995, en donde comparte créditos con Sebastián Rulli, David Zepeda y Pedro Moreno.
En noviembre de 2018, se estrenó Amar a muerte, donde trabaja junto a Michel Brown y Alexis Ayala, e interpreta a "Lucía".
En 2020, figuró en el papel principal de Imperio de mentiras, una adaptación de la serie de televisión turca Kara Para Aşk, donde trabajó junto a Andrés Palacios.

## Filmografía

### Cine
| Año  | Película                          | Personaje      |
| ---- | --------------------------------- | -------------- |
| 2007 | J-ok'el: La leyenda de la Llorona | Chica francesa |

### Televisión
| Año       | Título                              | Papel                                                                          |
| --------- | ----------------------------------- | ------------------------------------------------------------------------------ |
| 2004      | Corazones al límite                 | Anette Elizalde                                                                |
| 2004-2006 | Rebelde                             | Victoria "Vico" Paz Millán                                                     |
| 2007      | Muchachitas como tú                 | Margarita Villaseñor                                                           |
| 2007      | Objetos perdidos                    | Miss Fitzgerald                                                                |
| 2008-2009 | Alma de hierro                      | Sandra "Sandy" Hierro Jiménez                                                  |
| 2009      | Mujeres asesinas                    | Soledad Oropeza / Cindy «Soledad, cautiva»                                     |
| 2009-2010 | Corazón salvaje                     | Ángela Villareal / Jimena / Estrella                                           |
| 2010-2011 | Teresa                              | Teresa Chávez Aguirre De la Barrera                                            |
| 2012      | Abismo de pasión                    | Elisa Castañón Bouvier                                                         |
| 2013-2014 | Lo que la vida me robó              | Montserrat Mendoza Giacinti                                                    |
| 2016      | Tres veces Ana                      | Ana Lucía Hernández / Ana Laura / Ana Leticia Álvarez del Castillo Rivadeneira |
| 2018-2019 | Amar a muerte                       | Lucía Borges Duarte Vda. de Carvajal                                           |
| 2020-2021 | Imperio de mentiras                 | Elisa Cantú Robles                                                             |
| 2021      | Vencer el pasado                    | Renata Sánchez Vidal                                                           |
| 2023      | El amor invencible                  | Marena Ramos / Leona Bravo                                                     |
| 2024-2025 | El extraño retorno de Diana Salazar | Diana Salazar / Leonor de Santiago                                             |

### Teatro
| Año  | Obra                                              | Personaje       |
| ---- | ------------------------------------------------- | --------------- |
| 2011 | Ausencia de Dios                                  | Agnes           |
| 2012 | Una noche de pasión                               | Patricia Fierro |
| 2014 | Los derechos de la mujer                          | María José      |
| 2014 | Los hombres son de Marte las mujeres son de Venus | Corina          |

## Premios y nominaciones

### Premios TVyNovelas (México)
| Año  | Categoría                | Telenovela             | Resultado |
| ---- | ------------------------ | ---------------------- | --------- |
| 2010 | Mejor actriz juvenil     | Corazón Salvaje        | Nominada  |
| 2011 | Mejor actriz protagónica | Teresa                 | Ganadora  |
| 2013 | Mejor actriz protagónica | Abismo de pasión       | Nominada  |
| 2015 | Mejor actriz protagónica | Lo que la vida me robó | Nominada  |
| 2017 | Mejor actriz protagónica | Tres veces Ana         | Ganadora  |
| 2019 | Mejor actriz protagónica | Amar a muerte          | Ganadora  |

### Premios People en Español
| Año  | Categoría                          | Telenovela       | Resultado |
| ---- | ---------------------------------- | ---------------- | --------- |
| 2011 | Mejor actriz                       | Teresa           | Nominada  |
| 2011 | Mejor pareja (con Aarón Díaz)      | Teresa           | Nominada  |
| 2011 | Mejor pareja (con Sebastián Rulli) | Teresa           | Nominada  |
| 2012 | Mejor actriz                       | Abismo de pasión | Nominada  |
| 2012 | Mejor pareja (con David Zepeda)    | Abismo de pasión | Nominada  |

### Premios Juventud
| Año  | Categoría                                       | Telenovela             | Resultado |
| ---- | ----------------------------------------------- | ---------------------- | --------- |
| 2011 | Chica que me quita el sueño                     | Teresa                 | Nominada  |
| 2011 | Mejor pareja (con Aarón Díaz y Sebastián Rulli) | Teresa                 | Ganadora  |
| 2012 | Chica que me quita el sueño                     | Abismo de pasión       | Nominada  |
| 2014 | Chica que me quita el sueño                     | Lo que la vida me robó | Ganadora  |

### Kids Choice Awards México
| Año  | Categoría                   | Telenovela       | Resultado |
| ---- | --------------------------- | ---------------- | --------- |
| 2011 | Villano favorito            | Teresa           | Nominada  |
| 2011 | Personaje femenino favorito | Teresa           | Nominada  |
| 2012 | Actriz favorita             | Abismo de pasión | Nominada  |

### Premios Bravo
| Año  | Categoría    | Telenovela | Resultado |
| ---- | ------------ | ---------- | --------- |
| 2011 | Mejor actriz | Teresa     | Ganadora  |

### Premios ACE (Argentina)
| Año  | Categoría                | Telenovela | Resultado |
| ---- | ------------------------ | ---------- | --------- |
| 2012 | Mejor actriz protagónica | Teresa     | Ganadora  |